# Manuel Arteaga

Wappen von Manuel Kardinal Arteaga

Manuel Kardinal Arteaga y Betancourt (* 28. Dezember 1879 in Camagüey, Kuba; † 20. März 1963 in Havanna) war Erzbischof von Havanna.

## Leben
Manuel Arteaga studierte in Caracas und Lima die Fächer Katholische Theologie und Philosophie. Er wurde 1902 zum Diakon und am 17. April 1904 durch den Koadjutorerzbischof von Caracas, Juan Bautista Castro, zum Priester geweiht. Anschließend arbeitete er bis 1912 in Cumaná, Venezuela, als Seelsorger. Von 1912 bis 1915 wirkte er als Gemeindepriester in Camagüey auf Kuba. In den Jahren 1915 bis 1941 leitete er als Generalvikar die Verwaltung des Erzbistums Havanna.
Am 26. Dezember 1941 ernannte ihn Papst Pius XII. zum Erzbischof von Havanna. Die Bischofsweihe spendete ihm der Apostolische Nuntius in Kuba, Erzbischof Jorge José Caruana, am 24. Februar des folgenden Jahres. Mitkonsekratoren waren der Erzbischof von Santiago de Cuba, Valentín Zubizarreta y Unamunsaga, und der Bischof von Cienfuegos, Eduardo Pedro Martínez y Dalmau CP.
Am 18. Februar 1946 nahm ihn Papst Pius XII. als Kardinalpriester mit der Titelkirche San Lorenzo in Lucina in das Kardinalskollegium auf. Er nahm am Konklave 1958 teil, bei dem Papst Johannes XXIII. gewählt wurde.
Nach der Machtübernahme Fidel Castros wurde Kardinal Arteaga politisch verfolgt. In den Jahren 1961 und 1962 suchte er Asyl in der argentinischen Botschaft. Er starb am 20. März 1963 und wurde in Havanna bestattet.
Manuel Arteaga war Großprior der kubanischen Statthalterei des Ritterordens vom Heiligen Grab zu Jerusalem.